# Carola von Wasa-Holstein-Gottorp

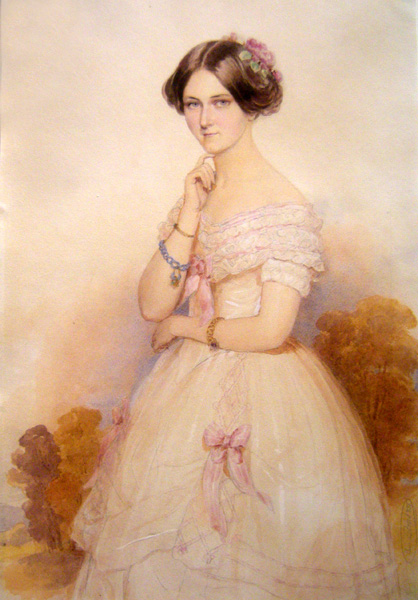
Carola von Wasa-Holstein-Gottorp, um 1850

Carola (Caroline Friederike Franziska Stephanie Amelie Cäcilie; * 5. August 1833 im Kaiserstöckl beim Schloss Schönbrunn bei Wien; † 15. Dezember 1907 in Dresden), geb. Prinzessin von Wasa-Holstein-Gottorp, war als Gemahlin König Alberts I. die letzte Königin von Sachsen.
An der Seite des Königs widmete sich Carola karitativen Aufgaben wie dem Aufbau neuer sozialer Institutionen im Königreich Sachsen. Mit der Gründung des Albert-Vereins 1867 und anderer Pflege- und Schulungseinrichtungen setzte sie Impulse auf den Gebieten der Wohltätigkeits-, Armen- und Krankenfürsorge sowie der Verwundetenversorgung. Daneben engagierte sie sich in Hilfs-, Kinder- und Frauenvereinen für die Förderung Benachteiligter. Carola war Trägerin des Sidonien-Ordens und Namensgeberin der nach ihr benannten Carola-Medaille für hilfreiche Nächstenliebe. Nach ihr sind, insbesondere in Dresden, zahlreiche Örtlichkeiten benannt.

## Prinzessin 1833–1854

### Kindheit und Jugend

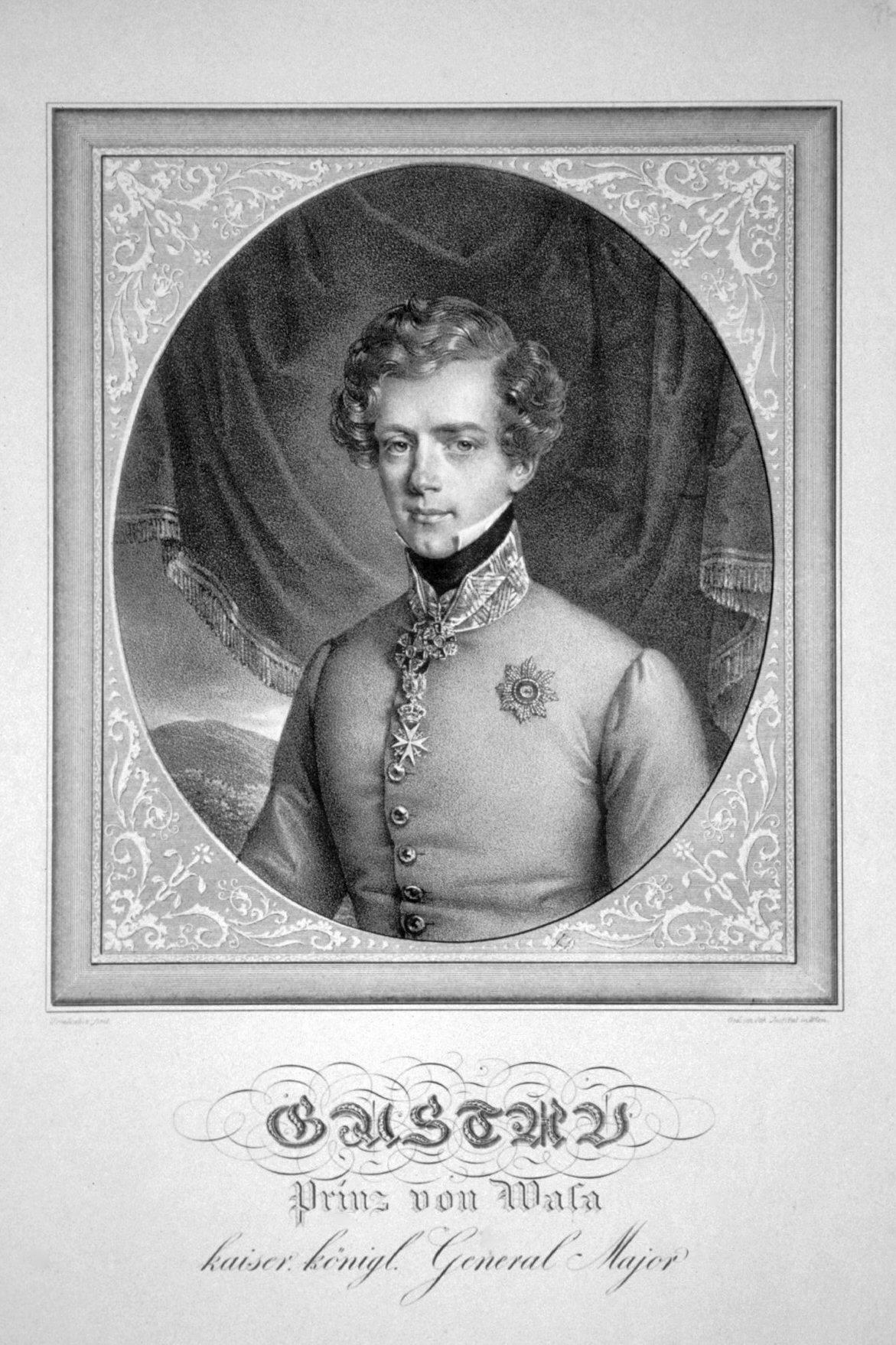
Der Vater, Prinz Gustav von Wasa, Lithographie, Josef Kriehuber, um 1830

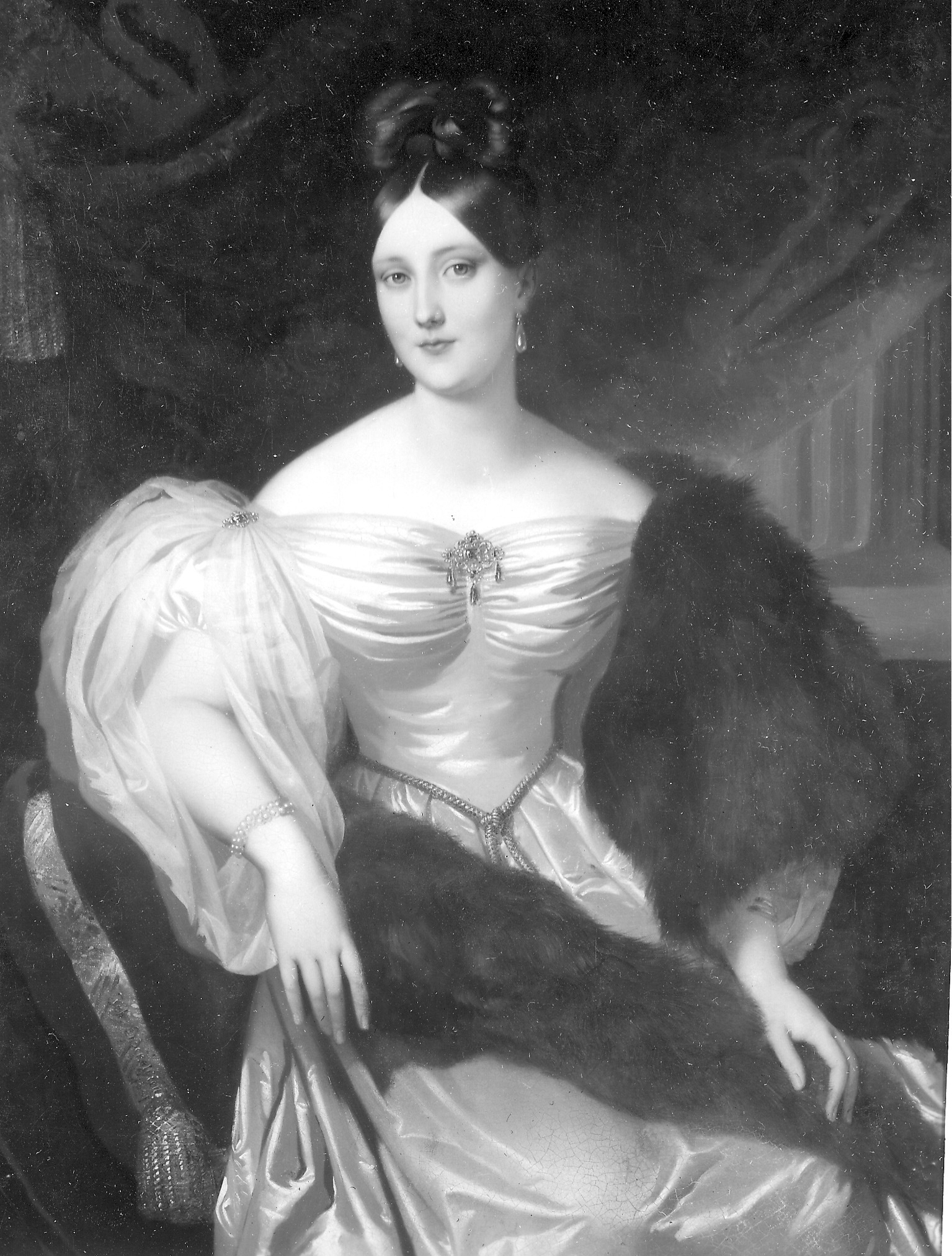
Die Mutter, Luise von Baden, um 1825

Prinzessin Carola von Wasa wurde am 5. August 1833 im Kaiserstöckl, einem Nebengebäude des Wiener Schlosses Schönbrunn, als einzige Tochter des ehemaligen Kronprinzen von Schweden und Feldmarschalls Prinz Gustav von Wasa (1799–1877) und dessen Gemahlin Prinzessin Luise von Baden (1811–1854) geboren.
Carola stammte nicht, wie ihr Name zunächst vermuten lässt, aus der Dynastie der Wasa. Vielmehr verdankte sie den Namenszusatz ihrem Vater, der sich als Angehöriger der abgesetzten schwedischen Dynastie Holstein-Gottorp nicht mehr „Prinz von Schweden“ nennen durfte. Stattdessen gab er sich die Beinamen Wasa und – um seinen Thronanspruch weiterzubekunden – Holstein-Gottorp, mithin also Wasa-Holstein-Gottorp. Diesen Nachnamen erhielt folglich auch Carola.
Die evangelische Taufe Carolas erfolgte am 7. August 1833 im Schönbrunner Kaiserhaus auf den Namen Caroline Friederike Franziska Stephanie Amalie Cäcilie; die Mutter nannte sie „Carola“. Taufpaten waren unter anderen monarchischen Repräsentanten Kaiser Franz I., Kaiserin Karoline, Stéphanie von Baden sowie Cäcilie von Schweden. Bis zur Scheidung ihrer Eltern im Sommer 1844 verbrachte Carola ihre Kindheit weitgehend in der südmährischen Sommerresidenz des Prinzenpaares auf Burg Eichhorn. Die Erziehung und Unterrichtung der als schüchtern und zurückhaltend geltenden Prinzessin war streng, aber durch elterliche Liebe gekennzeichnet.
Nach der Trennung der Eltern ließen sich Mutter und Tochter ab August 1846 im Morawetzer Schloss nieder. Die Unterrichtung der Prinzessin übernahm Amalie von Ungern-Sternberg. Carola entwickelte eine Vorliebe für Zeichnen, Malen und Schach, nicht aber für das Musizieren. Gern führte sie selbsterdachte Theaterstücke auf. Das ländliche Leben in Morawetz verlief, abgesehen von größeren Geselligkeiten, ruhig und beschaulich. Während dieser Zeit entwickelte die junge Prinzessin großes Mitgefühl gegenüber sozial schwächer gestellten Kindern und Gebrechlichen, denen sie Nahrung und Kleidung spendete, welche die Mutter finanziert hatte. Damit legte sie den Grund ihres späteren Engagements auf dem Gebiet der wohltätigen Armen- und Krankenfürsorge. Unterbrochen wurde der Aufenthalt zumeist für Bäderreisen der an Asthma und an einem Herzfehler leidenden Mutter oder für Besuche bei ihrem Vater beziehungsweise Verwandten in Mannheim oder Karlsruhe.
Während der Italienischen Unabhängigkeitskriege 1848/49 unterstützte Carola ungarische Verwundete durch die Einreichung von Gaben. In den Folgejahren verschlechterte sich der Gesundheitszustand der Mutter weiter, was längere Kuraufenthalte in Meran, Venedig, Bozen und Baden für sie und ihre Tochter notwendig machte. In den Jahren bis 1851 widmete sich die mittlerweile 18-jährige Prinzessin Carola, die zu dieser Zeit als die schönste Prinzessin Europas galt, intensiv der Ölmalerei.
Carola konvertierte 1852, gegen den heftigen Widerstand ihres Vaters, wie ihre Mutter zum Katholizismus. Sein Einverständnis erklärte dieser nur unter der Bedingung, dass seine Tochter sich längere Zeit von ihrer Mutter trenne, um Konfessionsunterricht bei seiner Schwester, der Großherzogin Sophie Wilhelmine von Baden, in Karlsruhe zu nehmen. Prinzessin Carola kehrte nach dessen Abschluss zu ihrer Mutter zurück und legte am 4. November des gleichen Jahres in der Pfarrkirche zu Morawetz ihr Bekenntnis zum katholischen Glauben ab.

### Verlobung und Vermählung

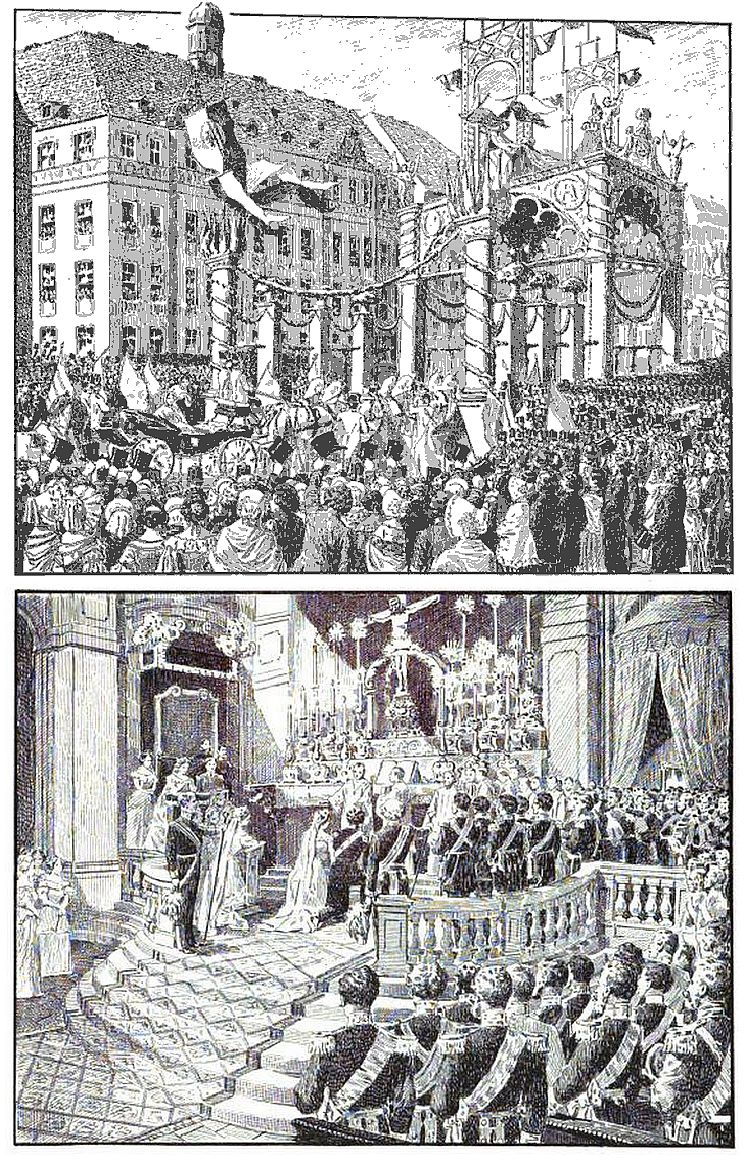
Ehrenpforte des Altstädter Rathauses Dresden anlässlich der Vermählung von Prinz Albert und Prinzessin Carola am 18. Juni 1853 mit anschließender Trauung des Paares in der Katholischen Hofkirche in Dresden

Im November 1852 erhielten Carola und ihre Mutter in Morawetz unerwarteten Besuch von den auf einem Jagdausflug befindlichen Prinzen Albert und Georg von Sachsen. In Wahrheit war dies jedoch nur ein Vorwand, da sich Prinz Albert seit 1850 auf bis dahin erfolgloser Brautschau befand. Für ihn kamen vor dem Hintergrund der dynastischen Pläne, wie sich erweisen ließ, nur die Witwe des portugiesischen Königs Dom Pedro IV., Amalie von Leuchtenberg, in Frage, die jedoch mehr als zehn Jahre älter war als Albert, dann die Witwe Erzherzog Ferdinands, Erzherzogin Elisabeth, und eben Carola. Im Verlauf des für die Prinzen und andere Herrschaften ausgerichteten Banketts stellte sich Albert der Prinzessin Carola vor und war von ihrer Anmut und den geistreichen Unterhaltungen angetan. In späteren Aufzeichnungen bezeichnete Albert die Begegnung mit Carola als „Liebe auf den ersten Blick“. Wenig später bat Alberts Vater, König Johann von Sachsen, der eine konfessionsgleiche Ehe seines Sohnes anstrebte, in einem Brief an die Mutter Carolas um die Hand ihrer Tochter für seinen Sohn.
Zuvor hatte es Gerüchte gegeben, Louis-Napoléon Bonaparte, der damalige Präsident der Zweiten Französischen Republik, plane eine Hochzeit mit Carola von Wasa. Der Staatsanzeiger von Württemberg erklärte diese Anfang August 1852 für eine „ausgemachte Sache“. Wenige Tage später wurde jedoch gemeldet, die Werbung sei „ablehnend beantwortet worden“, und alle entsprechenden Gerüchte seien unwahr. Ein weiterer Kontrahent um Carolas Hand war Friedrich Karl von Preußen.
Nach erneuten Treffen nahm Carola Alberts Heiratsantrag am 5. Dezember 1852 an. Offiziell bestätigt wurde die Verlobung vom Dresdner Journal am 15. Dezember 1852. Die Jahreswende verbrachte das Paar in Morawetz.
Die bevorstehende Hochzeit von Albert und Carola fand in Sachsen zunächst wenig Anklang. Das lag weniger daran, dass Carola eine eher mittellose Prinzessin war, und auch nicht am vorherrschenden schlechten Ruf ihrer geschiedenen Eltern.
Vielmehr lag der Grund darin, dass Carola erst kurz vor der Verlobung zum katholischen Glauben konvertiert war. Der Übertritt zum Katholizismus erfolgte – „nach erhaltener Einwilligung ihres Vaters und nachdem sie diesen ihren festen Entschluß dem hochw. Hrn. Bischof von Brünn mitgetheilt und den nöthigen katholischen Religionsunterricht erhalten hatte“ – am 4. November 1852 in der Kirche zu Moravetz (dieser Ort gehörte der Prinzessin von Wasa) im Rahmen eines öffentlichen Hochamtes, das von Bischof Anton Ernst von Schaffgotsch zelebriert wurde.
König Johann war jedoch das Glück seines Sohnes wichtiger als etwaige Animositäten gegenüber der neuen Kronprinzessin und förderte nach besten Kräften die entstandene Verbindung. Auch Argumente für oder gegen die Hochzeit aus rein finanziellen Belangen schlug er aus.
Im Januar 1853 zogen Mutter und Tochter nach Brünn. Dort besuchte Prinz Albert in den kommenden Monaten seine Verlobte häufig. Das künftige Brautpaar trat bei Bällen, Theaterbesuchen und anderen Festlichkeiten gemeinsam auf, wobei Carola die gesellschaftlichen Auftritte nutzte, um sich auf ihre künftige Stellung im sächsischen Königshaus vorzubereiten, wo das strenge spanische Zeremoniell galt. Insbesondere König Johann war daran gelegen, dass die künftige Kronprinzessin eine große Konversations- und Parkettsicherheit an den Tag legte, was Carola anstandslos erfüllte. In der Zwischenzeit verschlechterte sich der Gesundheitszustand der Mutter weiter.
Für die im Juni 1853 anberaumte Hochzeit reiste Prinzessin Carola von Brünn nach Prag und von dort weiter nach Bodenbach. Dort traf sie Prinz Albert, mit dem sie in einem geschmückten Sonderzug nach Pirna weiterfuhr, wo das Paar eine Truppenparade abnahm. Sie gelangten mit einer berittenen und bespannten Eskorte zum Schloss Pillnitz, wo der sächsische Hof das Königspaar in Empfang nahm und zur Familientafel lud. Anschließend reiste der Festzug weiter nach Dresden, wo die Vermählung am 18. Juni gegen Mittag im Palais des Großen Gartens stattfand. Nach der Trauung fuhr das Brautpaar im bespannten goldenen Galawagen zum Altstädter Rathaus, in dem der Oberbürgermeister Wilhelm Pfotenhauer einen Empfang gab. In der Katholischen Hofkirche nahm Bischof Joseph Dittrich die kirchliche Trauung vor. Die Festlichkeiten setzten sich bis zum 2. Juli fort. Danach bezog das Paar eine geräumige Wohnung im Taschenbergpalais. Die Leitung der Hofhaltung übernahm Adolf Senfft von Pilsach. Ihre Oberhofmeisterin entstammte dem Wertherner Adelsgeschlecht und wies Carola in die Gepflogenheiten des königlichen Hofstaates ein.

## Kronprinzessin 1854–1873

### Friedensjahre

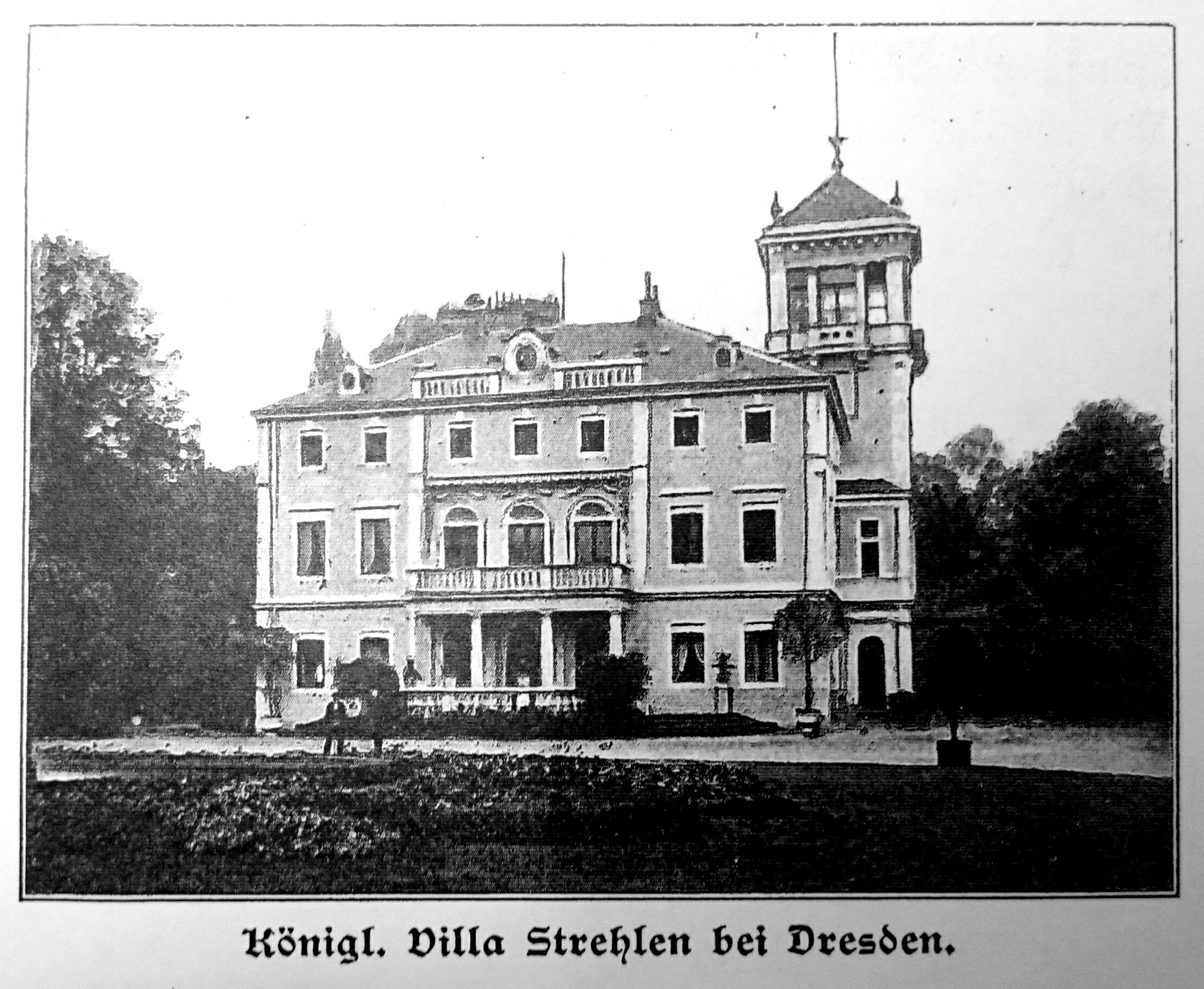
Die königliche Villa in Dresden-Strehlen, um 1908

Im März 1854 besuchte Kronprinzessin Carola ihre schwerkranke Mutter in Morawetz, die im Juli einer Lungenlähmung erlag. Die folgenden Jahre waren für das Kronprinzenpaar von ausgedehnten mehrmonatigen Reisen im In- und Ausland geprägt, darunter in die Schweiz, nach Italien und vermehrt Österreich. Im Winter 1855 übernahm Carola das Protektorat des sächsischen Pestalozzivereins, der sich der Unterstützung hilfsbedürftiger Witwen und Waisen von Lehrern annahm. Das Kronprinzenpaar bezog 1859 die Königliche Villa im ländlichen Strehlen. Nach einer überstandenen Masernerkrankung im November 1860 begann Carola Klavierspielen zu lernen und widmete sich erneut der Malerei. Den Reitunterricht gab sie aufgrund einer sich verstärkenden Kurzsichtigkeit auf.

### Deutscher Krieg
Als sich im Frühjahr 1866 der Deutsche Krieg zwischen Preußen und Österreich zur Auflösung des Dualismus abzuzeichnen begann, mobilisierte am 19. Mai die sächsische Armee ihre Truppen unter dem Oberbefehl von Prinz Albert. Das Königreich Sachsen lag dabei denkbar ungünstig an der Nahtstelle zwischen den beiden Interessenssphären eingekeilt. Als Preußens Forderungen, u. a. betreffend die Kernfrage nach der künftigen Verwaltung des Herzogtums Schleswig und Holstein, vom Frankfurter Bundestag zurückgewiesen worden waren, erklärte es den Deutschen Bund für aufgelöst. Als Sachsen daraufhin den Beitritt zu einem neu zu schließenden Bund unter Preußens Führung ablehnte und sein Festhalten am Deutschen Bund bekräftigte, erklärte Preußen am 15. Juni 1866 Sachsen den Krieg. Um das Königreich vor umfangreichen Kriegsschäden zu schützen, wurde das Sächsische Armeekorps der österreichischen Nordarmee in Böhmen unterstellt. In Prag bezogen Albert und Carola Quartier. Von dort aus kommandierte Albert seine Armee, während Carola sich vermehrt um die Belange der Verwundeten kümmerte, die in einem Hospital am Karlsplatz untergebracht waren. Als Prag selbst zum Kriegsschauplatz zu werden drohte, wurde das Kronprinzenpaar nach Regensburg gebracht und von dort, als sich die Niederlage des Deutschen Bundes nach der Schlacht bei Königgrätz bereits abzuzeichnen begann, weiter nach Wien. In ihrer Heimatstadt widmete sich Carola der Pflege von bis zu 5000 verwundeten Soldaten. Sie organisierte deren Verpflegung und ärztliche Behandlung, spendete medizinische Einrichtungsgegenstände und gab den Schwerstverletzten, oft über mehrere Stunden am Tag, Trost und Beistand. Darüber hinaus ließ sie Bücher und Spiele verteilen und organisierte den Postaustausch mit Angehörigen. Als am 21. Oktober der Friedensvertrag zwischen Preußen und Sachsen in Berlin geschlossen wurde, kehrte das Kronprinzenpaar im November nach Dresden zurück.

### Neue Fürsorgeeinrichtungen

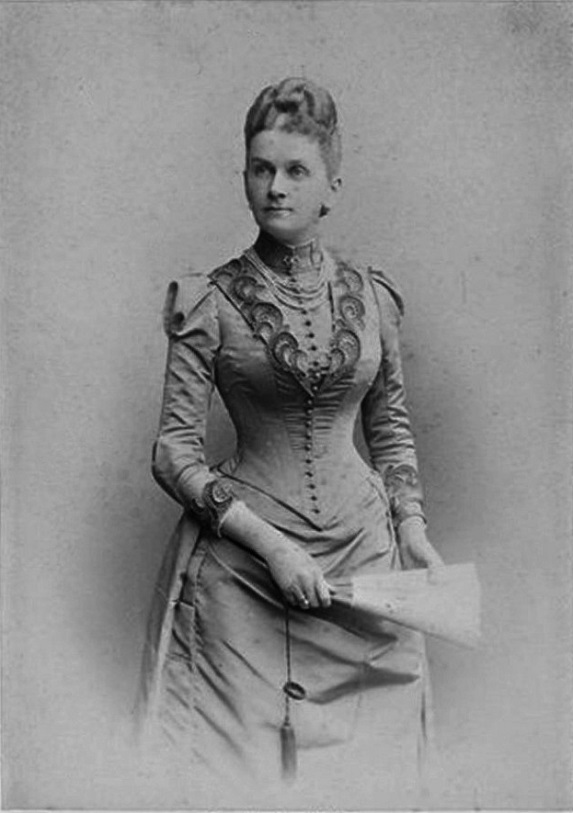
Kronprinzessin Carola, 1860er Jahre

Als Staat, der den Krieg verloren hatte, wurde Sachsen durch Preußen in den Norddeutschen Bund gepresst. Das Königshaus Sachsen erklärte dem Sieger Wilhelm I. uneingeschränkte Treue, woraufhin dieser bis Mai 1867 seine Truppen aus Dresden abziehen ließ. Im Juni 1867 besuchte das Paar inkognito die Pariser Weltausstellung und wurde von Kaiser Napoleon III. und seiner Ehefrau Eugénie de Montijo empfangen. Während der folgenden Jahre kam es staatspolitisch zu einer Annäherung zwischen dem sächsischen und dem preußischen Königshaus.
Nach ihrer Rückkehr verstärkte Carola, durch die Kriegserfahrung geprägt, ihr Engagement für die Verwundetenfürsorge, um damit die wenige Jahre zuvor ausgehandelte Genfer Konvention auszugestalten. Daher gründete sie am 14. September 1867 zusammen mit Marie Simon den nach ihrem Mann benannten Albert-Verein, der sich ab 1869 vornehmlich der Ausbildung von Krankenpflegerinnen widmete, aus der die interkonfessionelle Schwesterngemeinschaft der Albertinerinnen hervorging und deren Unterweisung unter der Schirmherrschaft von Carola im ehemaligen Wachhaus am Leipziger Tor erfolgte. Die Albertinerinnen wurden nach ihrer Ausbildung im 1878 eröffneten Johannstädter „Carola-Haus“, das als Mutterhaus diente, eingesetzt oder in Gemeindekrankenhäusern. Ebenso wurden sie an Lazarette im Russisch-Osmanischen Krieg 1877/78 entsandt.

### Deutsch-Französischer Krieg
An der Streitfrage um die spanische Thronkandidatur entzündete sich im Sommer 1870 zwischen dem Norddeutschen Bund, dem Sachsen ab 1866 angehörte, und dem Kaiserreich Frankreich der Deutsch-Französische Krieg. Kronprinz Albert mobilisierte am 16. Juli als Bündnispartner Preußens die sächsischen Truppen, die zusammen mit ihm an die Rheinfront verlegt wurden. Carola blieb in Dresden zurück und übernahm vom Prinz-Max-Palais aus die Leitung der gesamten weiblichen Krankenpflege Sachsens. Unter den beteiligten Institutionen befanden sich neben dem Albert-Verein der Internationale Verein zur Pflege kranker und verwundeter Krieger, der sächsische Landes-Militär-Verein, der Verein für sächsische Felddiakonie sowie die Hilfsvereine für die Familien einberufener Krieger. Zu ihren Aufgaben zählte die Zuteilung der Albertinerinnen und Diakonissen an Heimat- oder Frontlazaretten ebenso wie die Verteilung von Lebensmitteln, Verbandsmaterial und Bekleidung an die drei eingerichteten Dresdner Lazarette. Hinzu kam die Versorgung von bis zu 18.000 französischen Kriegsgefangenen allein in der Landeshauptstadt. Wie im Deutschen Krieg übernahm Carola den Beistand zahlreicher Verwundeter, darunter in den auswärtigen Lazaretten in Leipzig, Wurzen, Großenhain, Zittau, Bautzen und Chemnitz. Hierfür wurde sie von den anwesenden Militärärzten belächelt und gelegentlich als störend bis aufdringlich empfunden.
Nach dem Sieg des Norddeutschen Bundes und seiner Verbündeten über Frankreich verlieh König Johann Carola in Würdigung ihrer karitativen Verdienste im Krieg am 15. März 1871 den Sidonien-Orden. Danach reiste das Paar in das militärische Hauptquartier ihres Mannes nach Compiègne. Im gleichnamigen Schloss bezog es die ehemaligen kaiserlichen Gemächer. Von dort aus unternahm Carola zusammen mit Albert Reisen und hielt Empfänge. Um die Zerschlagung der Pariser Kommune zu unterstützen, griffen deutsche Truppen im Mai noch einmal militärisch ein; Carola reiste nach Dresden zurück. Nach Wiederherstellung der französischen Regierungsgewalt folgte ihr Prinz Albert im Juni 1871.
Im Winter 1872/73 verschlechterte sich der Gesundheitszustand von König Johann rapide. Er starb am 29. Oktober 1873 in Pillnitz, womit die Thronfolge auf Carolas Ehemann überging und Carola Königin von Sachsen wurde.

## Königin 1873–1902

### Regentenjahre

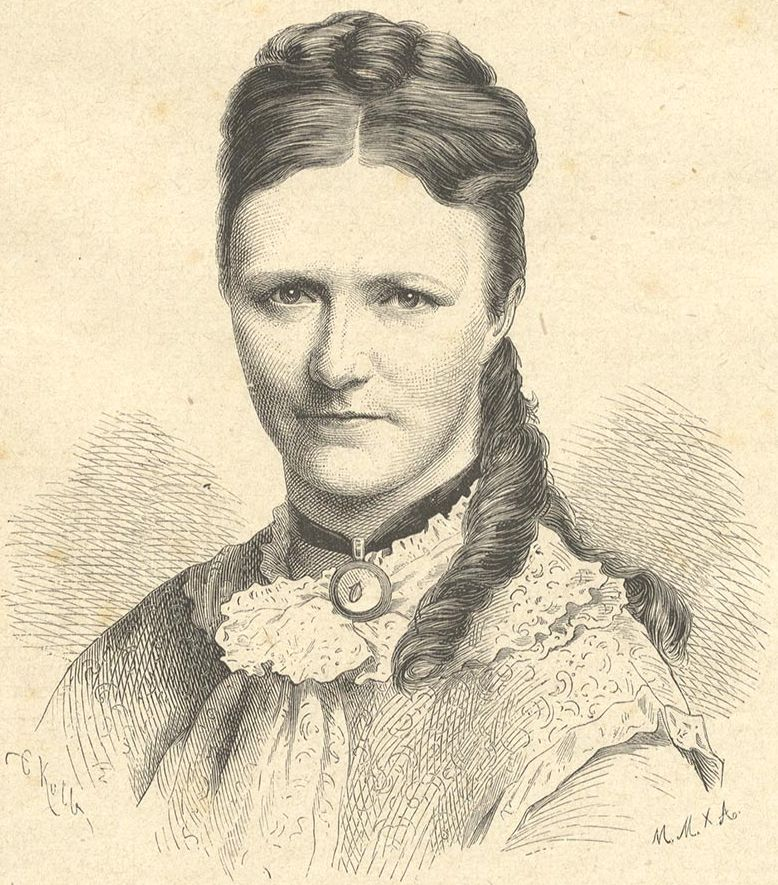
Königin Carola, Holzstich, 1874

Die Trauerfeierlichkeiten des Hauses Wettin zogen sich bis in den Januar 1874. Durch die vorangegangene Reichseinigung weitgehend seiner außenpolitischen Gewalt enthoben, widmete sich das neue Königspaar zu Beginn der Integration des Königreichs Sachsen in das Deutsche Kaiserreich insbesondere der Repräsentation. Zu den ersten Handlungen gehörte eine umfangreiche Inspektionsreise durch das Königreich, gefolgt von einer Reise in befreundete Fürstentümer und ins Ausland.
Das Königspaar zog 1874 vom Taschenbergpalais in das Dresdner Residenzschloss um, wo Carola ihre Gemächer im Georgenbau bezog. Im gleichen Jahr machte Kaiser Alexander II. von Russland dem neuen Königspaar seine Aufwartung. Im Jahr 1878 feierte das Königspaar Silberhochzeit. Die Teilnahme des preußischen Königshauses daran unterstützte die weitere Annäherung Sachsens und Preußens und symbolisierte zugleich die weitere Integration des Königreiches in das Kaiserreich. In erster Linie dienten derartige Jubiläen jedoch dazu, dem Volk seinen König als erzieherisch-politischen Vater des Landes zu präsentieren, wogegen Carola als fürsorgliche und tröstende Landesmutter dargestellt wurde. Im Jahr 1877 starb Carolas Vater. Das folgende Jahrzehnt war von einer Vielzahl von Reisen und Empfängen geprägt, darunter Besuche des italienischen Königshauses 1880, König Ferdinands von Portugal und König Karls von Rumänien 1883 sowie König Ludwigs von Portugal 1886 und Chulalongkorns, des Königs von Siam, im Jahr 1897.
Während der Regentenjahre verzichtete Carola auf politische Aktivitäten und überließ diese ihrem Mann, wobei sie „viele seiner Ungeschicklichkeiten im politischen Bereich durch ihre umgängliche Art ausglich“.
Im Jahr 1898 feierte das Paar sein 25-jähriges Regierungsjubiläum. Mit beginnendem Siechtum Alberts in seinen letzten Jahren übernahm Carola mehr und mehr dessen Repräsentationspflichten und kümmerte sich liebevoll um ihren Mann. Er starb am 19. Juni 1902 in Sibyllenort. Ihm folgte sein jüngerer Bruder Georg I. als sächsischer König.

### Wohltätigkeit

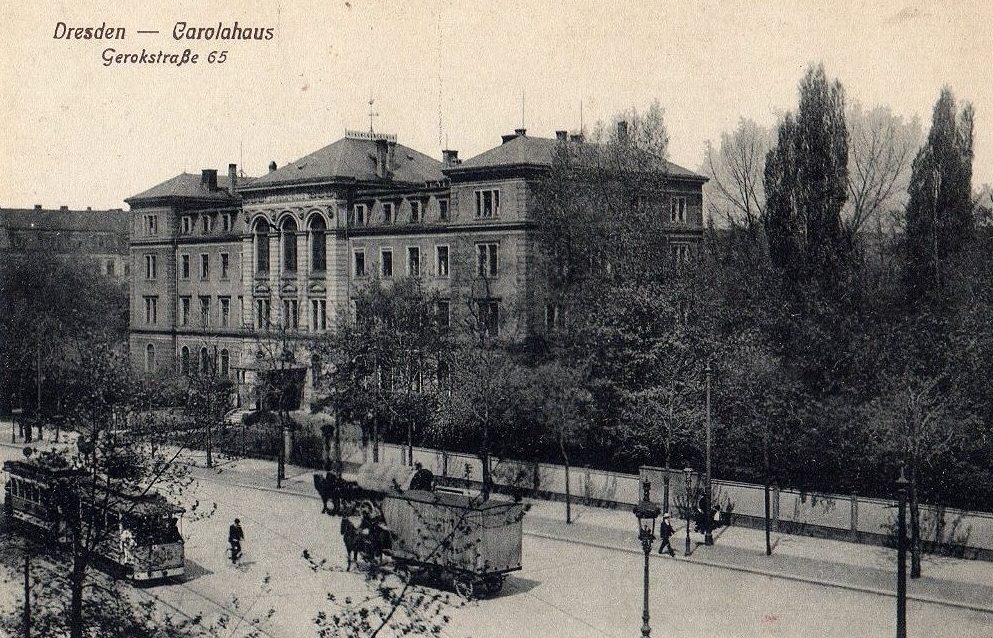
Das heute nicht mehr existente Carola-Haus in der Dresdner Gerokstraße, um 1909

Mit der Thronbesteigung Carolas erfuhr die sächsische Sozialfürsorge wichtige Förderimpulse. Insbesondere in der Residenzstadt Dresden stieg unter dem Eindruck einer wachsenden Industrialisierung der Anteil der arbeitenden Bevölkerung und damit zugleich der sozialen Nöte, die durch die Schaffung neuer Fürsorgeeinrichtungen gedämpft wurden. Darunter fiel die Grundsteinlegung des Carola-Hauses 1876, das zwei Jahre später eingeweiht wurde. Im gleichen Jahr erfolgte die Gründung des Johannes-Vereins, der alle vier zuvor gegründeten Vereine der Königin bündelte. Hierunter zählte der Nähmaschinenerwerbverein in Dresden-Leubnitz, um Frauen durch die Anschaffung von Nähmaschinen in Lohnarbeit zu bringen, der Pestalozzi-Verein zur Unterstützung und Versorgung hilfsbedürftiger Witwen und Waisen, das Dienstbotenheim für weibliche Dienstboten im Alter von über 60 Jahren, das kostenlosen Wohnraum zur Verfügung stellte und die Behandlungskosten im Krankheitsfall übernahm, sowie der Kinderbeschäftigungsverein in der Dresdner Neustadt und der Antonstadt. Ferner kam es zur Übernahme der privaten Heilstätte Loschwitz. Der Johannes-Verein erbaute unter Carolas Regie in Dresden sechs Häuser, in denen 144 ärmere Familien wohnten konnten. Darüber hinaus zeichnete Carola für die Einrichtung und Unterhaltung von Lungenheilanstalten verantwortlich, die sich vornehmlich auf Tuberkulosebehandlungen spezialisierten.
Darüber hinaus wurden unter ihrem Wirken weitere Hilfsvereine gegründet, darunter der Frauenverein Dresden, der sich vorrangig um die Speisung altersschwacher und kranker Armer kümmerte und fünf Kinderbewahranstalten und drei Kinderkrippen unterhielt, und zwei katholische Hilfsvereine: der Verein der Heiligen Elisabeth Dresden zur Armenpflege und der Vincentiusverein für Armenförderung. Weitere Vereine und Einrichtungen waren das Gustavheim in Niederpoyritz für die Versorgung alter, gebrechlicher Menschen, die Reconvalescentenstation in Pillnitz, das Krüppelheim in Trachenberge, aus dem das heutige Berufsbildungswerk Dresden hervorging, wobei es sich um eine Erziehungs- und Bildungsanstalt für „verkrüppelte“, aber geistig gesunde Kinder handelte, sowie die Errichtung von drei Volksküchen in der Dresdner Friedrichstadt, der Leipziger Vorstadt und in Löbtau sowie diverse Suppenanstalten für Kinder. Außerhalb Dresdens entstanden obererzgebirgische und vogtländische Frauenvereine, darunter in Schwarzenberg die Obererzgebirgische Fach- und Haushaltsschule, sowie der Carolaverein Leipzig mit Fach- und Gewerbeschule für Frauen. Außerhalb Sachsens unterstanden der Schirmherrschaft der Königin ein Krankenhaus im preußischen Guttentag, das Kinderheim in Langenwiese sowie die beiden Louisenhäuser in Morawetz und Mannheim.
Carolas persönliches Engagement im karitativen Bereich war zur damaligen Zeit keineswegs ungewöhnlich. Es entsprach vielmehr dem traditionellen Rollenverständnis adliger Frauen und war überdies für diese die einzige Möglichkeit, selbstständig zu arbeiten und eine gewisse soziale Anerkennung zu erlangen. Durch den im Königreich Sachsen und anderen Reichsländern systematisch betriebenen Aufbau des Sozial- und Stiftungswesens wurden adeligen wie bürgerlichen Frauen völlig neue öffentliche Betätigungsfelder geöffnet. Königin Carola und Kaiserin Auguste Viktoria von Schleswig-Holstein-Sonderburg-Augustenburg stiegen so zu „Landesmüttern“ auf und repräsentierten eine völlig neue Generation von Frauen auf dem Gebiet der weiblichen Sozialfürsorge.
Der neue Staat verstand darüber hinaus, deren Arbeit für seine Zwecke auszunutzen. So wurde im Falle der Königin Carola deren Sozialengagement faktisch den militärischen Aufgaben ihres Gatten Albert gleichgesetzt, um so eine weibliche Teilnahme am Mythos der Reichsgründung zu generieren. Zugleich untermauerte der Staat damit den Begriff eines gemeinsamen „Volkes unter Waffen“, das die zuvor betriebene Geschlechterdifferenzierung negierte.
Carolas Initiative und ihr unermüdlicher Einsatz fruchteten jedoch nicht nur im Sozialwesen. Durch die Ausbildung von Frauen und Mädchen zu Krankenschwestern, Wirtschafterinnen, Näherinnen u. a. Berufszweigen entstanden neue Betätigungsfelder für das weibliche Geschlecht. Mit ihren Kenntnissen um eine ordnungsgemäße Haushaltsführung stieg die Lebensqualität der betroffenen Familien. Carola trug so, folgt man Dagmar Vogel, unbewusst zur Emanzipation und beruflichen Selbstständigkeit der Frauen bei.

### Privatleben
Über das Privatleben Carolas und ihres Ehemanns ist recht wenig bekannt. Entgegen der in vielen Königshäusern praktizierten Zwangs- oder Politheirat war die 49 Jahre andauernde Ehe zwischen Carola und Albert eine Liebesheirat gewesen. Das Paar ergänzte sich zeitlebens harmonisch. Die Ehe blieb aus unbekannten Gründen kinderlos. Überliefert ist, dass Carola wegen der ausbleibenden Schwangerschaft Kuraufenthalte unternahm und Heilquellen besuchte, was sie allerdings auch später noch tat. So besuchte sie 1881 und 1889 Bad Ems, wo sie täglich dem katholischen Gottesdienst beiwohnte. Ferner konnte Carola bezüglich ihrer karitativen Projekte jederzeit auf ihren Gatten zählen. Das Paar feierte 1878 seine Silberhochzeit. Das weitere Privatleben des Paares spielte sich ab 1859 weitgehend in seiner Strehlener Villa ab, die abseits des Königshofes als Hauptwohnsitz fungierte, wogegen das Schloss nur als Wohnsitz genutzt wurde, wenn das Paar am Hofe weilte. In späteren Jahren nutzte das Paar gelegentlich auch das Jagdschloss Rehefeld, ein Geschenk Carolas an ihren Mann, oder das Schloss Sibyllenort. Daneben liebten sowohl Albert als auch Carola Reisen und Naturausflüge.

### Hofleben
Das Hofleben unterlag jährlicher Regelmäßigkeit. Um die Jahreswende verweilte das Königspaar zuweilen im Dresdner Schloss, um die Neujahrsglückwünsche und Segnungen entgegenzunehmen. Darauf folgte in den ersten Monaten des Jahres die Zeit der Hoffeste. Die dabei stattfindenden Hofbälle umfassten bis zu 900 Personen, die Kammerbälle bis zu 300 Personen. Im April verlegte das Königspaar den Wohnsitz in sein Anwesen nach Strehlen und von Juni bis September nach Schloss Pillnitz, von wo aus Natur- und Jagdausflüge nach Moritzburg, Schandau oder in den Tharandter Wald unternommen wurden. In sehr heißen Sommermonaten wohnte das Königspaar bisweilen im erzgebirgischen Rehefeld oder später auf dem Herrschaftssitz Schloss Sibyllenort. Letzteres hatte Albert von Wilhelm von Braunschweig-Lüneburg geerbt. Im Oktober kehrte das Paar in seine Villa nach Strehlen zurück, um dort bis in den Winter hinein Diners für hochrangige Staatsbeamte, Generale und ausländische Gäste auszurichten.

### Hofstaat und Dienerschaft
- *) In den Hofstaat der Königin übernommen
- **) Aus dem Hofstaat der Kronprinzessin übernommen

| Bezeichnung             | Zeitraum und Name |
| ----------------------- | --- |
| Oberhofmeisterin        | 1873–1888: Therese von Globig, geb. von Weißenbach 1888–1903: Louise von Pflugk, geb. von Thielau |
| Hofdame                 | 1873–1875: Anna Gräfin von Waldburg-Zeil-Trauchburg**) 1873–1876: Maria Gräfin von Einsiedel**) 1875–1877: Marie von Fabrice 1876–1878: Hermine Freiin von Palm 1877–????: Clementine Gräfin von Einsiedel 1878–1881: Antonie Freiin von Lützerode 1881–1885: Franziska Gräfin von Strachwitz 1885–1888 und 1891–1894: Else von Carlowitz 1888–1890: Eva Freiin von Miltitz 1895–????: Gabriele Gräfin Reuttner von Weyl |
| Hoffräulein             | 1893–????: Ada von Abeken 1893–????: Marie von Borries 1893–????: Carola von Nauendorff 1893–????: Marie von Oppell |
| Kammerdienerin          | 1873–1874: Marie Schulze*) 1874–1893: Aloisia vom Dziembowska 1874–????: Marie Cornelia Gruber**) 1872–????: Marie Fliegel**) |
| Garderobère             | ????–1880: Louise Focke*) 1880–1883: Auguste Theile 1883–????: Josepha Mitzschke 1897–????: Bertha Kurth |
| Leibwächterin           | ????–1893: Louise Marie Brenne*) 1893–????: Therese Auguste Dorn |
| Garderobenfrau          | ????–1891: Marie Sophie Heinze*) 1875–????: Johanna Caroline Roch 1891–????: Amalie Ernestine Schenke |
| Stubenmädchen           | 1874–1894: Christiane Marie Emma Schubert 1894–????: Ernestine Wolffersdorff |
| Oberhofmeister          | 1874–1889: Karl von Lüttichau 1889–1895: Werner von Watzdorf 1895–????: Theodor von Malortie |
| Kammerherr              | 1878–????: Hans von Minckwitz |
| Kammerzahlmeister       | 1874–1877: Ernst Robert Fritzsche 1877–1880: Ernst Friedrich Eduard Kölitz 1880–????: Karl Wilhelm Grieshammer |
| Kammerzahlamtskanzlist  | 1876–????: Arthur Hugo Winkler |
| Kammerzahlamtsaufwärter | 1877–1878: Jakob Wenzel 1879–1894: Johann Karl Rämsch 1894–????: Karl Wilhelm Friedrich |
| Kammerdiener            | ????–1888: Karl Heinrich Herrmann*) ????–1877: Ernst Eduard Friedrich Kölitz*) 1877–1881: Christian Gottlieb Wilhelm Vogel 1881–1883: Friedrich August Riedel 1883–????: Friedrich Emil Wilhelm Hohlfeld 1888–????: Friedrich August Hentsch |
| Kammerlakai             | 1874–1876: Karl August Grellmann 1874–1891: Traugott Ernst Hattenius 1877: Christian Gottlieb Wilhelm Vogel 1877–1885: Karl August Otto Henne ????–1885: Johann Theodor Julius Schäfer 1877–1896: Michael Glausch |

## Königin-Witwe 1902–1907

### Letzte Lebensjahre
Nach dem Tod Alberts trug Carola bis zu ihrem Lebensende Trauerflor oder einfache bürgerliche Kleidung. Das Angebot König Georgs, weiterhin im Schloss wohnen zu können, lehnte sie ab. Stattdessen zog sich Carola in ihre Strehlener Villa zurück und trat nur noch gelegentlich öffentlich in Erscheinung. Die nunmehr sichtlich gealterte Königin-Witwe, die unter ihren Bediensteten als anspruchslos und bisweilen zu Geiz neigend galt, arbeitete über mehrere Jahre hinweg an ihrem Testament, das am Ende 140 Seiten umfasste. Darin vermachte sie an Einzelpersonen und Wohltätigkeitsvereine eine Gesamtsumme in Höhe von 783.000 Mark. In ihren letzten Lebensjahren, so die Schilderungen ihrer Dienerschaft, bereitete sich Carola auf ihren Tod vor. Neben der merklichen Abnahme ihrer Kräfte, hatte sie in ihrem Schlafgemach eine große Anzahl gerahmter Fotografien verstorbener Angehöriger auf dem Totenbett verteilt, die sie an ihre eigene Vergänglichkeit erinnern sollten.

### Tod und Beisetzung
Die Königin-Witwe litt seit geraumer Zeit an Diabetes, zu der sich später eine schleichende Blasen- und Nierenbeckenentzündung einstellte. Wenige Tage vor ihrem Tod bekam Carola Schüttelfrost und hohes Fieber, begleitet von zeitweiliger Benommenheit, die in Apathie endete. Der behandelnde Arzt diagnostizierte eine lebensbedrohliche Funktionsbeeinträchtigung der harnableitenden Organe, die zu einer schweren Urämie geführt hatte. Carola starb 74-jährig am 15. Dezember 1907 gegen halb vier Uhr morgens in ihrer Villa im Beisein von Mitgliedern des Königshauses.
Nach der Abnahme der Totenmesse wurde Carola im Wintergarten ihrer Villa öffentlich aufgebahrt, wo Tausende von ihr Abschied nahmen. Anschließend wurde der Sarg unter dem Geläut aller Dresdner Glocken in die Katholische Hofkirche überführt, wo er tags darauf in der Neuen Gruft neben demjenigen ihres Gatten beigesetzt wurde. Aus allen Teilen Deutschlands trafen Beileidsbekundungen am sächsischen Hof ein und in den Tageszeitungen erschienen Nachrufe und Huldigungen auf die verstorbene Königin. Die vom Sächsischen Landtag in Gedenken an Carola gegründete Königin Carola-Stiftung bestand noch bis zum Ende des Zweiten Weltkriegs.

## Ehrungen

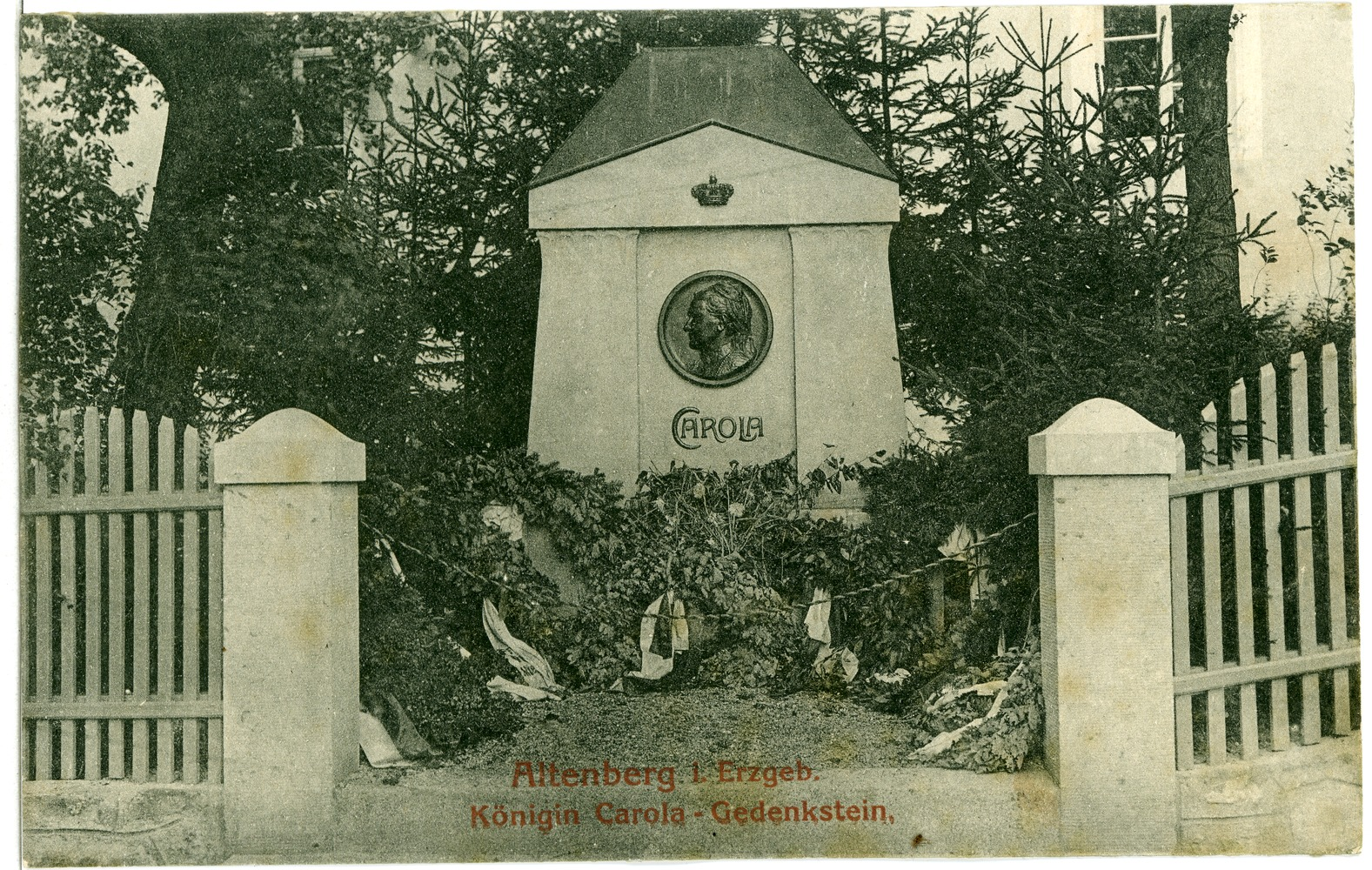
Königin-Carola-Gedenkstein in Altenberg, 1908

Insbesondere in Dresden wurde der letzten Königin Sachsens mit der Benennung einer Vielzahl von Orten und Institutionen gedacht. Hierunter zählen die 1879 gewidmete Carola-Allee (heute Stauffenbergallee) mit der Carolabrücke über den Prießnitzgrund (1875), die Carolabrücke über die Elbe (1895) mit dem anschließenden Carolaplatz und der Carolasee im Großen Garten mit dem Restaurant Carolaschlösschen. Das 2. Königlich Sächsische Husaren-Regiment Nr. 19 erhielt 1891 seinen Ehrennamen nach ihr. Im September 1892 stiftete König Albert die Carola-Medaille, die für hilfreiche Nächstenliebe verliehen wurde. Für ihre Mädchenerziehungen erhielt sie 1897 in Brüssel das Diplome d’honeur und das Diplome de Grand Prix. Ebenfalls noch zu Lebzeiten wurden nach ihr in Leipzig 1887 das Carola-Theater und das 1902 erbaute Königin-Carola-Gymnasium benannt, ebenso die 1879 in Dienst gestellte Kreuzerfregatte Carola sowie eine Bucht auf der Insel Buka.
Darüber hinaus trägt der Carolafelsen, als höchster Punkt der Affensteine einer der meistbesuchten Aussichtsgipfel der Hinteren Sächsischen Schweiz, ihren Namen, genauso wie der Ortsteil Carolathal der erzgebirgischen Gemeinde Breitenbrunn und der Königin-Carola-Schacht im heutigen Freital. Zudem ist eine Heilwasserquelle in Tarasp nach ihr benannt. Ein verwundeter französischer Soldat, den sie im Deutsch-Französischen Krieg gepflegt hatte, benannte im Gedenken daran eine Rosenzüchtung nach ihr, die „Reine Carola de Saxe“ (Königin Carola von Sachsen). 1894 wurde außerdem der Carola-Paradiesvogel, eine Art aus der Gattung der Strahlenparadiesvögel, nach ihr benannt.
Der zu Auerbach/Vogtl. gehörende Ortsteil Carolagrün war eine nach ihr benannte Lungenheilstätte.
Die Figur Carolas flaniert heute zusammen mit anderen historischen Persönlichkeiten im Rahmen der Rondo historica regelmäßig durch den Barockgarten im fränkischen Bad Bocklet, wo sie im Sommer 1857 kurte.

## Genealogie
| Ahnentafel                       | Ahnentafel                                                                                            | Ahnentafel                                                                                              | Ahnentafel | Ahnentafel | Ahnentafel | Ahnentafel                                                                                     | Ahnentafel                                                                                        |
| -------------------------------- | --- | --- | --- | --- | --- | ---------------------------------------------------------------------------------------------- | ------------------------------------------------------------------------------------------------- |
| Alteltern                        | König Adolf Friedrich von Schweden (1710–1771) ⚭ 1744 Prinzessin Luise Ulrike von Preußen (1720–1782) | Friedrich von Dänemark und Schweden (1723–1766) ⚭ 1743 Prinzessin Louise von Großbritannien (1724–1751) | Großherzog Karl Friedrich von Baden (1728–1811) ⚭ 1751 Markgräfin Karoline Luise von Hessen-Darmstadt (1723–1783) | Großherzog Karl Friedrich von Baden (1728–1811) ⚭ 1751 Markgräfin Karoline Luise von Hessen-Darmstadt (1723–1783) | Landgraf Ludwig IX. von Hessen-Darmstadt (1719–1790) ⚭ 1741 Landgräfin Karoline von Pfalz-Zweibrücken (1721–1774) | Claude de Beauharnais (1717–1784) ⚭ 1753 Marie-Anne-Françoise Mouchard de Chaban (1737–1813)   | Claude von Lezay-Marnesia (1735–1800) ⚭ 1766 Marie-Claudine de Nettancourt-Vaubécourt (1746–1794) |
| Urgroßeltern                     | Kronprinz Gustav III. (1746–1792) ⚭ 1766 Prinzessin Sophie Magdalene von Dänemark (1746–1813)         | Kronprinz Gustav III. (1746–1792) ⚭ 1766 Prinzessin Sophie Magdalene von Dänemark (1746–1813)           | Erbprinz Karl Ludwig von Baden (1755–1801) ⚭ 1774 Prinzessin Amalie von Hessen-Darmstadt (1754–1832)              | Erbprinz Karl Ludwig von Baden (1755–1801) ⚭ 1774 Prinzessin Amalie von Hessen-Darmstadt (1754–1832)              | Erbprinz Karl Ludwig von Baden (1755–1801) ⚭ 1774 Prinzessin Amalie von Hessen-Darmstadt (1754–1832)              | Claude de Beauharnais (1756–1819) ⚭ 1783 Claudine de Lézay-Marnézia (1768–1791)                | Claude de Beauharnais (1756–1819) ⚭ 1783 Claudine de Lézay-Marnézia (1768–1791)                   |
| Großeltern                       | König Gustav IV. Adolf von Schweden (1778–1837) ⚭ 1797 Prinzessin Friederike von Baden (1781–1826)    | König Gustav IV. Adolf von Schweden (1778–1837) ⚭ 1797 Prinzessin Friederike von Baden (1781–1826)      | König Gustav IV. Adolf von Schweden (1778–1837) ⚭ 1797 Prinzessin Friederike von Baden (1781–1826)                | Großherzog Karl von Baden (1786–1818) ⚭ 1806 Großherzogin Stéphanie de Beauharnais (1789–1860)                    | Großherzog Karl von Baden (1786–1818) ⚭ 1806 Großherzogin Stéphanie de Beauharnais (1789–1860)                    | Großherzog Karl von Baden (1786–1818) ⚭ 1806 Großherzogin Stéphanie de Beauharnais (1789–1860) | Großherzog Karl von Baden (1786–1818) ⚭ 1806 Großherzogin Stéphanie de Beauharnais (1789–1860)    |
| Eltern                           | Kronprinz Gustav von Wasa (1799–1877) ⚭ 1830 Prinzessin Luise von Baden (1811–1854)                   | Kronprinz Gustav von Wasa (1799–1877) ⚭ 1830 Prinzessin Luise von Baden (1811–1854)                     | Kronprinz Gustav von Wasa (1799–1877) ⚭ 1830 Prinzessin Luise von Baden (1811–1854)                               | Kronprinz Gustav von Wasa (1799–1877) ⚭ 1830 Prinzessin Luise von Baden (1811–1854)                               | Kronprinz Gustav von Wasa (1799–1877) ⚭ 1830 Prinzessin Luise von Baden (1811–1854)                               | Kronprinz Gustav von Wasa (1799–1877) ⚭ 1830 Prinzessin Luise von Baden (1811–1854)            | Kronprinz Gustav von Wasa (1799–1877) ⚭ 1830 Prinzessin Luise von Baden (1811–1854)               |
| Carola von Wasa-Holstein-Gottorp | | | | | |                                                                                                |                                                                                                   |